# بيراسيتام
بيراسيتام (بالإنجليزية: Piracetam)‏ ويعرف بالأسماء التجارية سيريبرو (بالإنجليزية: Cerebro)‏ هو دواء يستخدم لعلاج فقدان الذاكرة، يؤخد عن طريق الفم.

## الآثار الجانبية
تشمل الآثار الجانبية الشائعة: . 
- القلق
- الأرق
- الصداع
- العصبية
- رعاش
- النعاس
- زيادة الوزن
- الاكتئاب
- الضعف

## روابط خارجية
- بحوث الدماغ (مايو 1994). "بيراسيتام- وغيرها من منشط الذهن ذات الصلة من الناحية الهيكلية". مراجعات أبحاث الدماغ. ج. 19 ع. 2: 180–222. DOI:10.1016/0165-0173(94)90011-6. PMID:8061686. S2CID:18122566. {{استشهاد بدورية محكمة}}: Vancouver style error: اسم in name 1 (مساعدة)